# Kvaisi
Kvaisi, ou Kvaïssa (en ossète : Къуайса, en géorgien : კვაისა), est une commune urbaine de Géorgie (Ossétie du Sud), située à 60 km au nord-ouest de Tskhinvali.

## Historique
C'est dans les années 1940 qu'apparaît un petit village de montagne. Il se développe à partir de 1941 à cause de la construction d'un combinat d'extraction de plomb et de zinc qui est construit en huit ans.
Le gazoduc Dzouarikaou-Tskhinvali traverse la bourgade.
Elle possède un jardin d'enfants, une école moyenne, une maison de la culture, une polyclinique et une église.
La petite ville a souffert d'un tremblement de terre le 7 et 8 septembre 2009 laissant 80 familles locales sans toit.